# 鹤洞路
鹤洞路位于中国广州市荔湾区，是一条呈西南-东北走向的主干道。
西起花地大道中、南交界处，东至鹤洞大桥连接海珠区昌岗立交（昌岗路），全长2.2公里，沿途立交两座，双向六车道。因靠近白鹤洞而得名鹤洞路。

## 历史
鹤洞路，原为广中公路（白鹤洞段）1951年建路。1991年将原广中公路（广州段）分为“鹤洞路”和“花地大道南”两段。

## 与之交汇道路
- 顺序由西往东排列，粗体字为主干道
- 花地大道
- 荣芳街
- 崇文五路
- 平西一巷
- 鹤园东路
- 鹤洞路三巷
- 崇文二路
- 鹤胜路
- 鹤翔路
- 鹤洞大街
- 芳村大道

## 公共交通
- 广佛地铁鹤洞站
- 广州地铁1号线、广州地铁10号线、广佛地铁西塱站

均在鄰近鶴洞路位置設有出口。